# Franziska Wülle
Franziska Wülle (* 1992 in Menden (Sauerland)) ist eine deutsche Sportjournalistin. Seit 2022 ist sie Pressesprecherin der deutschen Fußballnationalmannschaft.

## Leben
Nach dem Abitur am Walram-Gymnasium in Menden (Sauerland) studierte Wülle Sportjournalismus an der Deutschen Sporthochschule Köln bevor sie an der Universität Leipzig den Masterabschluss in Journalistik erlangte.
2013 nahm sie am sportwissenschaftlichen Olympiaseminar, 2015 an der 55. Session for Young Participants der  Deutschen Olympischen Akademie Willi Daume teil. Bei den  Winter-Paralympics 2014 in Sotschi, den Olympischen Sommerspielen 2016 in Rio de Janeiro und den Olympischen Winterspielen 2018 in Pyeongchang war Wülle jeweils als Volunteer im Deutschen Haus tätig.
Beruflich war sie zunächst beim Westdeutschen Rundfunk tätig. Dort arbeitete sie im crossmedialen Sportcampus des WDR für den Internetauftritt der Sportschau und verantwortete die digitale Berichterstattung der ARD über den Wintersport. Bei der Fußball-Europameisterschaft 2021 war sie für die ARD Chefin vom Dienst. Im Sommer 2022 wurde Wülle von Oliver Bierhoff als Nachfolgerin von Jens Grittner zur Pressesprecherin der deutschen Fußballnationalmannschaft der Männer berufen. In dieser Funktion begleitete sie die Nationalmannschaft zur Fußball-Weltmeisterschaft 2022 in Katar und auch bei der  Fußball-Europameisterschaft 2024 in Deutschland.